# Junonia nobiliata
Junonia nobiliata är en fjärilsart som beskrevs av Friedrich Thurau 1903. Junonia nobiliata ingår i släktet Junonia och familjen praktfjärilar. Inga underarter finns listade i Catalogue of Life.